# Anastomosa
Anastomosa es un género de foraminífero bentónico de la Familia Chrysalogoniidae, de la Superfamilia Nodosarioidea, del Suborden Lagenina y del Orden Lagenida. Su especie-tipo es Nodosaria gomphiformis. Su rango cronoestratigráfico abarca desde el Oligoceno hasta el Mioceno medio.

## Clasificación
Anastomosa incluye a la siguiente especie:
- Anastomosa acutecostata †
- Anastomosa barnesi †
- Anastomosa boongaarti †
- Anastomosa brevilocula †
- Anastomosa gomphiformis †
- Anastomosa lamellata †
- Anastomosa loeblichi †
- Anastomosa nuttalli †